# واس (کارولینای شمالی)
واس (به انگلیسی: Vass) شهری در ایالت کارولینای شمالی کشور ایالات متحده آمریکا است که جمعیت آن در سرشماری سال ۲۰۱۰ میلادی، ۷۲۰ نفر بوده‌است.